# Juan José Haedo
Juan José Haedo (* 26. Januar 1981 in Chascomus, Buenos Aires) ist ein ehemaliger argentinischer Radrennfahrer. In seiner Karriere gewann er unter anderem Etappen bei der Vuelta a España, Tirreno–Adriatico und der Kalifornien-Rundfahrt.
Juan José Haedo begann seine Karriere 2003 bei dem US-amerikanischen Rennstall Colavita Oil-Sutter Home. Ab 2006 fuhr er für das Continental Team Toyota-United Pro und konnte seine ersten größeren Erfolge feiern, so bei der Tour of Somerville; vorrangig fuhr er Rennen in Nordamerika. Bei der Kalifornien-Rundfahrt gewann er zwei Etappen und wurde in der Punktewertung knapp geschlagener Zweiter hinter Olaf Pollack. Bei der Tour de Georgia war er auf der letzten Etappe erfolgreich und schloss die Punktewertung auf dem dritten Rang ab.
2007 wechselte Haedo in die ProTour zum Team CSC und feierte mit dem Sieg bei Rund um Köln seinen ersten Sieg auf europäischem Boden, den er 2011 wiederholen konnte. Im Mai 2007 ließ er bei Colliers Classic in Dänemark einen weiteren Sieg folgen und startete beim Giro d’Italia, bei dem er aufgab. 2008 startete er bei den Olympischen Spielen in Peking im Straßenrennen, konnte es aber nicht beenden. 2011 gelang ihm ein Etappensieg bei der Vuelta a España.
In den Jahren 1998 bis 2000 war Juan José Haedo auch auf der Bahn aktiv. Er wurde mehrfacher argentinischer Meister im Junioren- und Seniorenbereich und gewann insgesamt vier Gold- und eine Bronzemedaille bei den Panamerikanischen Spielen.
Juan José Haedo ist ein Bruder des Radsportlers Lucas Sebastián Haedo und Sohn des zweifachen Olympiateilnehmers Juan Carlos Haedo.

## Erfolge

### Straße
2005

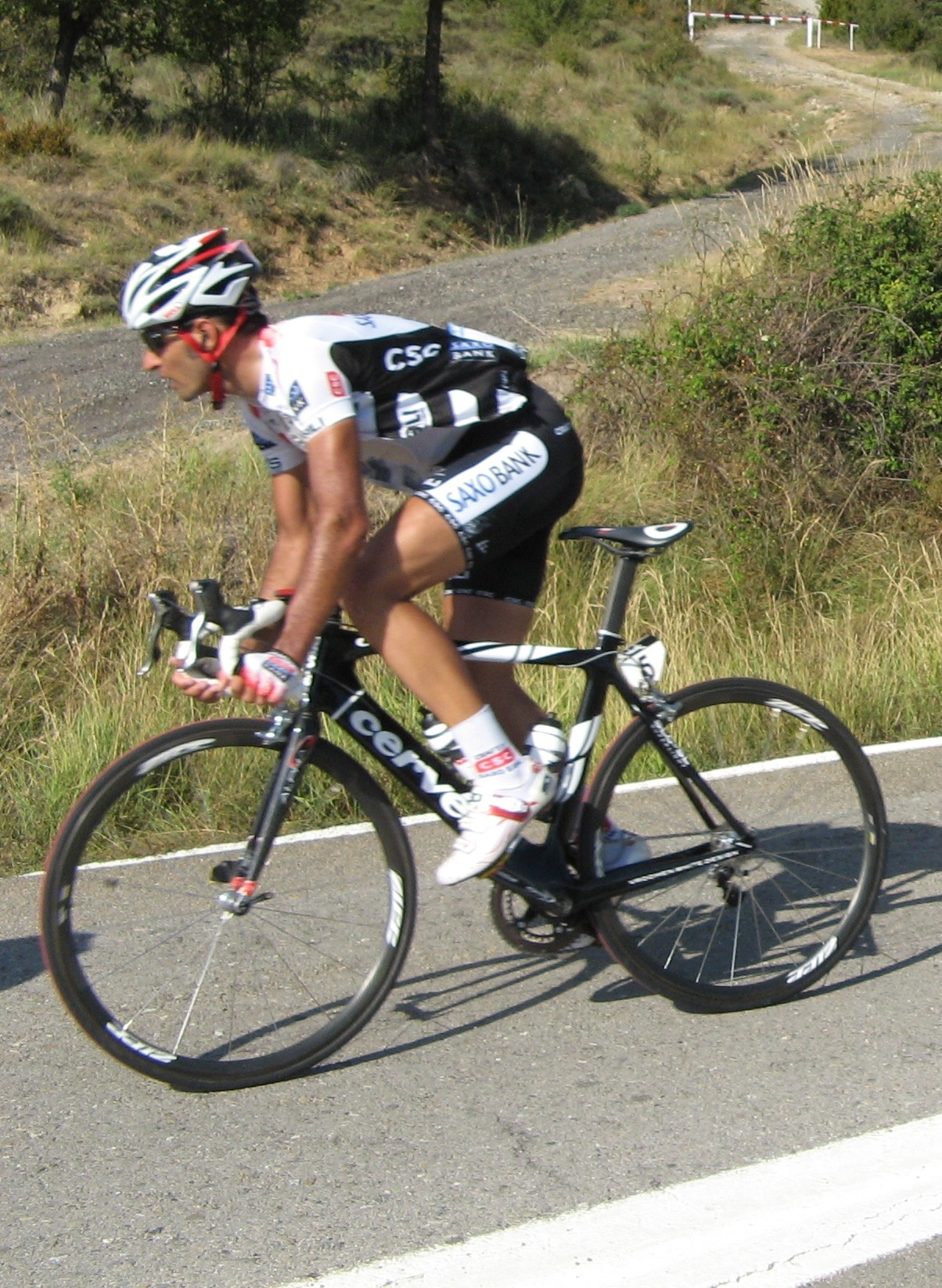
Haedo bei der Vuelta 2008

- zwei Etappen Redlands Bicycle Classic

2006
- zwei Etappen Kalifornien-Rundfahrt
- eine Etappe Tour de Georgia

2007
- zwei Etappen und Punktewertung Kalifornien-Rundfahrt
- Rund um Köln
- eine Etappe und Punktewertung Tour de Georgia
- Colliers Classic
- Commerce Bank International Championship

2008
- zwei Etappen Tour de San Luis
- eine Etappe Kalifornien-Rundfahrt
- Clásica de Almería
- eine Etappe Murcia-Rundfahrt
- eine Etappe Tour de Georgia
- eine Etappe Luxemburg-Rundfahrt
- eine Etappe Dänemark-Rundfahrt

2009
- eine Etappe Tour de San Luis
- Grand Prix Cholet-Pays de la Loire
- eine Etappe Tour de Wallonie
- eine Etappe Tour of Missouri
- eine Etappe Circuit Franco-Belge

2010
- Mumbai Cyclothon
- eine Etappe Katalonien-Rundfahrt
- Rund um Köln
- eine Etappe Critérium du Dauphiné

2011
- eine Etappe Tirreno–Adriatico
- eine Etappe Ster ZLM Toer
- eine Etappe Vuelta a España

2012
- Grand Prix de Denain

2014
- eine Etappe Grand Prix Cycliste de Saguenay

### Bahn
1999
- Panamerikanische Spiele – Teamsprint (mit Sebastian Alexandre und Marcelo Oscar Ammendolia)

## Grand-Tour-Platzierungen
| Grand Tour            | 2007 | 2008 | 2009 | 2010 | 2011 | 2012 |
| --------------------- | ---- | ---- | ---- | ---- | ---- | ---- |
| Giro d’ItaliaGiro     | DNF  | –    | 148  | –    | –    | DNF  |
| Tour de FranceTour    | –    | –    | –    | –    | –    | 140  |
| Vuelta a EspañaVuelta | –    | DNF  | –    | 151  | 157  | –    |